# 福爾斯頓 (馬里蘭州)
福爾斯頓（英語：Fallston）是位於美國馬里蘭州哈福德縣的一個普查規定居民點。

## 人口
根據2020年美國人口普查的數據，福爾斯頓的面積為36.32平方千米，當中陸地面積為36.26平方千米，而水域面積為0.06平方千米。當地共有人口9306人，而人口密度為每平方千米256.22人。